# Assemblée générale de Virginie
Pour les articles homonymes, voir Assemblée générale (homonymie).
162e Assemblée générale de Virginie
Capitole de l'État de Virginie
L'Assemblée générale de Virginie (en anglais : Virginia General Assembly) est l'organe législatif de l'État américain de Virginie.

## Histoire
Son existence remonte à l'établissement de la Chambre des Bourgeois de Virginie (House of Burgesses) à Jamestown en 1619, le plus ancien organe législatif dont l'existence est continue dans le Nouveau Monde. Il s’agissait initialement d’un organisme monocaméral composé du gouverneur et du Conseil d’État nommés par la Compagnie, ainsi que de 22 bourgeois élus par les colons. L’Assemblée devint bicamérale en 1642 lors de la formation de la Chambre des Bourgeois. L’Assemblée avait une fonction judiciaire d’entendre les affaires de première instance et d’appel. L’Assemblée générale s’est réunie à Jamestown de 1619 à 1699, date à laquelle elle a d’abord déménagé au College of William & Mary près de Williamsburg, et à partir de 1705 s’est réunie dans le bâtiment colonial du Capitole. Elle est devenue l’Assemblée générale en 1776 avec la ratification de la Constitution de Virginie. Le gouvernement a été déplacé à Richmond en 1780 pendant l’administration du gouverneur Thomas Jefferson. 

## Composition
Elle se présente sous la forme d'un parlement bicaméral composé d'une chambre basse, la Chambre des délégués, comprenant 100 membres et la chambre haute, le Sénat qui en compte 40.
Depuis janvier 2022, le Parti républicain détient la majorité à la Chambre des délégués tandis que le Parti démocrate détient celle au Sénat.

## Organisation
L'Assemblée générale tient ses sessions au Capitole de Richmond, capitale de la Virginie. Le bâtiment a été conçu par Thomas Jefferson en 1788. L'Assemblée se réunit au moins une fois par an pour une session de 60 jours pour les années paires et 45 jours pour les années impaires, sauf prolongation par un vote des deux tiers des deux chambres. Le gouverneur de Virginie peut convoquer l'Assemblée en session extraordinaire. Celle-ci est de droit à la demande des deux tiers des membres élus de chaque chambre.
En vertu de la Constitution de la Virginie, les sénateurs élus pour 4 ans et les  députés pour 2 ans, doivent être âgés de 21 ans au moment de l'élection et résidents du district électoral qu'ils représentent. Ainsi un sénateur ou député qui change de résidence pour un autre district doit démissionner.
La Chambre des délégués est présidée par le président de la Chambre (Speaker), tandis que le Sénat est présidé par le lieutenant-gouverneur de la Virginie mais il est généralement remplacé par un président pro tempore élu pour la durée d'une législature.